# DiscT@2
DiscT@2 (pronuncia "disc tattoo") è una tecnologia introdotta dalla Yamaha che permette all'utente  di masterizzare  motivi personalizzati o immagini sullo spazio libero del lato dati di un CD-R usando un drive del marchio Yamaha o uno compatibile.
Il sistema LabelFlash  di NEC (che è un'implementazione del DiscT@2) incorpora la stessa funzione di incisione del lato dati (solo per i DVD però) oltre alla possibilità di incidere anche il lato etichetta, mentre la tecnologia LightScribe di Hewlett-Packard non permette la serigrafia sul lato dati.
Yamaha cessò la produzione di masterizzatori nel 2003.

## Aggiornamento dei masterizzatori
I masterizzatori Pioneer DVR-111D, DVR-111L, DVR-111, DVR-A11XL e i NEC ND-3550A, ND-3551A, ND-4550A, ND-4551A e ND-4571A hanno tutti lo stesso hardware ma necessitano di un aggiornamento del firmware per permettere la scrittura con LabelFlash. Da questo sito è possibile scaricare gli aggiornamenti.